# Kulturzentrum Pelmke

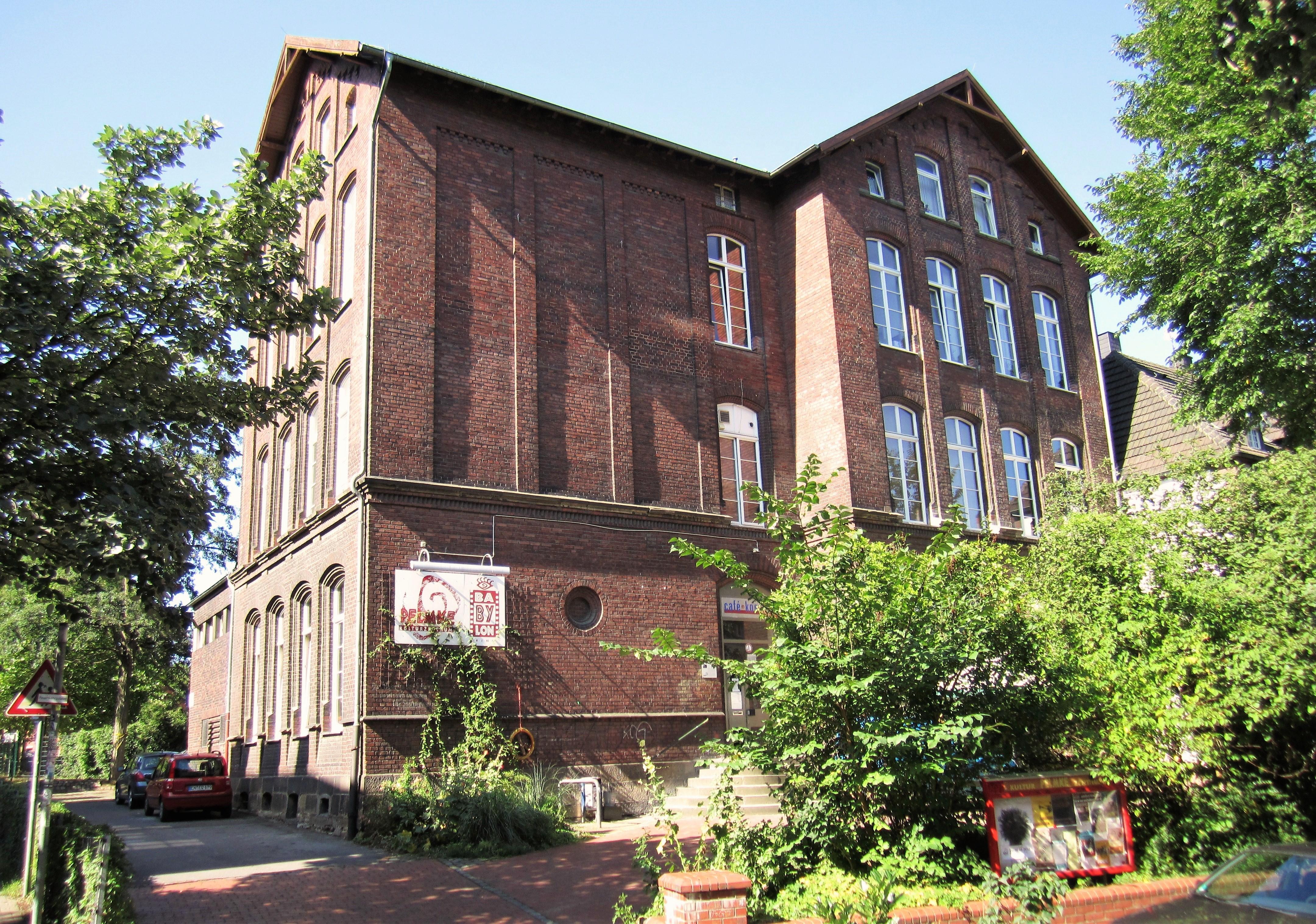
Kulturzentrum Pelmke

Das Kulturzentrum Pelmke ist eines von vier Freien Kulturzentren in der Stadt Hagen, neben dem AllerWeltHaus, dem Hasper Hammer und dem Hohenlimburger Werkhof. Es befindet sich im Ortsteil Wehringhausen. Die Geschäftsführerin des Kulturzentrum Pelmke e.V. ist Silke Niehaus-Scherpenberg.

## Geschichte
Das Kulturzentrum Pelmke ist 1986 aufgrund der Initiative von kulturell und politisch links motivierten Menschen im Stadtteil Wehringhausen entstanden und wurde im März 1987 eröffnet.
Das Gebäude war zuvor als „Pelmkeschule“ errichtet und genutzt worden, eine katholische Volksschule. Es liegt in direkter Nachbarschaft von St. Michael, der katholischen Kirche in Wehringhausen.
Die Pelmke-Schule teilte sich mit der benachbarten Gemeinschaftsvolksschule den Pausenhof.
Wegen eines Gesamtschul-Neubaus wurde der Altbau 1986 frei.
Prominente Schülerin der Pelmke-Grundschule war Gabriele Susanne Kerner, die ab 1983 unter dem Künstlernamen „Nena“ zu Berühmtheit als eine der erfolgreichsten deutschen Popmusikerinnen gelangte.
Der Trägerverein des Kulturzentrums hat rund 100 Mitglieder und arbeitet stadtteilbezogen. Der Rechtsform nach handelt es sich um einen gemeinnützigen, eingetragenen Verein. Dieser ist Mitglied der Dachverbände DPWV und der nordrhein-westfälischen LAG Soziokulturelle Zentren.

## Satzung
Zweck laut der Satzung ist es, „durch Bildungs- und Kulturangebote zur Entfaltung des Zusammenlebens von Bürgern aller Altersgruppen beizutragen. (Der Verein) fördert insbesondere Bestrebungen von Selbsthilfeorganisationen im Bereich der außerschulischen Bildung, Jugend- und Frauenarbeit, der Kultur und der Bewältigung sozialer Probleme. Hierbei werden alle rassistischen, faschistischen und sexistischen Strömungen ausgeschlossen“.
Das Soziokulturelle Zentrum leistet soziale und kulturelle Integration im innenstadtnahen Stadtteil Wehringhausen. Es dient über die Einzelveranstaltungen hinaus als Treffpunkt für Kinder, Erwachsene, Frauen und Ausländer.
Basisdemokratisches, öffentliches Gremium ist der „Hausrat“, zu dem alle Vereinsmitglieder und sonstige interessierte Menschen Zugang haben und diskutieren können, was im Haus passiert. Der Hausrat hat relativ große Entscheidungsbefugnis. Außerdem stellen hier Nutzer Projekte vor, die sie gerne im Kulturzentrum Pelmke veranstalten wollen. Abstimmungsberechtigt im Hausrat sind sämtliche regelmäßigen Nutzer des Kulturzentrums, die Mitarbeiter, Vereinsmitglieder und der Vorstand.

## Räumlichkeiten
Im Haus gibt es einen Veranstaltungssaal, eine Kneipe, ein Kinocafé, ein Arthouse-Kino (Kino Babylon), einen „Körperraum“ (für Kurse, Workshops), einen „Seminarraum“ (dient als Gruppen-, Backstage-, Besprechungsraum usw.) und anderthalb Büros. Außerdem existiert eine Werkstatt und ein Fotolabor.
In direkter Nachbarschaft betrieb das Kulturzentrum außerdem eine Zeit lang ein Restaurant („Das Lokal“). Dieses wird heute von privaten Pächtern geführt.

## Programm
Das Programm der Kulturveranstaltungen beinhaltet:
- Konzerte (Punkrock, Ska, Latin-Ska, Irish-Folk, Rock, Reggae, Jazz, außergewöhnliche Musik und Crossover verschiedenster Musikrichtungen finden hier ihren Platz)
- Theater (Spielstätte auch für 'schwierige' Sachen, Poetry Slam, Kindertheater)
- Programmkino (Das hauseigene Kino Babylon legt den Schwerpunkt auf nicht-kommerzielles Kino und Dokumentarfilme)
- Radioprogramm In der Sendung Pelmke Radiowahn wird an jedem ersten Montag im Monat über Neuigkeiten aus Wehringhausen berichtet. Außerdem werden neben einer Programmvorschau der Pelmke viele ironische, sinnfreie oder satirische Radiobeiträge produziert und ausgestrahlt. Die Musikauswahl ist dabei eher ska- und punkbetont. Die Sendung stagediver sendete über drei Jahre an jedem dritten Sonntag im Monat, verbunden mit einem längeren Interview, einen 16-Spur-Konzertmitschnitt aus dem Kulturzentrum  zur Förderung lokaler Nachwuchsbands. Um sich auch bei anderen Konzertveranstaltern bewerben zu können, wurde den Bands eine CD mit dem gemasterten Konzertmitschnitt zur freien Verfügung kostenlos überlassen. Die Sendung wurde im Juni 2008 eingestellt.

Dazu kommen Projekte und Offene Bühnen in Zusammenarbeit mit Leuten aus dem Stadtteil. Kurse und Workshops mit dem Schwerpunkt Körperarbeit (Kundalini-Yoga, Offene Jonglage) bilden das Kursangebot. Dazu jeden Freitag das Familien-Café der Sozialpädagogischen Familienhilfe, im Filmcafé des Programmkinos Babylon.
Außerdem nutzen inzwischen viele Vereine und Initiativen aus dem Stadtteil das Kulturzentrum für regelmäßige Treffen. Unter anderem der Schachclub Königsspringer Hagen, Mountainbiker, Musiker der Internet-Community hagen-rocks.de, attac und andere linke, parteiunabhängige Gruppen.
Das täglich geöffnete Café im Erdgeschoss ist heute eine mehr oder minder normale Kneipe, die als Treffpunkt v. a. für die „Szene“ dient. Insgesamt ist das Kulturzentrum Pelmke Treffpunkt für unterschiedliche soziale Gruppen und kulturelle Initiativen.

## Auszeichnungen
Von der Jury des Landesmusikrates NRW wurde die Jazz-Reihe des Pelmke Kulturzentrums über mehrere Jahre jeweils mit der Spielstättenprogrammprämie über 5000 Euro ausgezeichnet. Man würdigte damit „die Dichte und Qualität Ihres Programms in Bezug auf Bands, die lokal oder regional wirksam arbeiten und dabei innovative Konzepte verfolgen.“ Die Auszeichnung gab es in den Jahren 2011, 2012 und 2013.